# Hotkivți, Krasîliv
Hotkivți (în ucraineană Хотьківці) este un sat în comuna Mîtînți din raionul Krasîliv, regiunea Hmelnîțkîi, Ucraina.

## Demografie
Componența lingvistică a localității Hotkivți
     Ucraineană (99,44%)
     Alte limbi (0,28%)
Conform recensământului din 2001, majoritatea populației localității Hotkivți era vorbitoare de ucraineană (99,44%), existând în minoritate și vorbitori de alte limbi.